# Narciso de Jerusalém
Narciso de Jerusalém (96-213) foi bispo de Élia Capitolina entre 185 e 211 ou 213 d.C.

## Vida
Acredita-se que o episcopado médio de um bispo de Jerusalém era curto, como se vê pelos governos episcopais dos que se seguiram. Simeão de Jerusalém, o segundo bispo da cidade, foi martirizado em 117 d.C. pelo imperador romano Trajano[a].
Diz a tradição que Narciso nasceu na Grécia por volta do ano 99 d.C. e que tinha pelo menos 80 anos de idade quando foi nomeado o décimo-terceiro Bispo de Jerusalém. Mais de um século havia se passado desde que a cidade fora destruída pelos romanos e reconstruída com o nome de Élia Capitolina pelo imperador Adriano. 
No ano 195, Narciso, junto com Teófilo, bispo de Cesareia, Síria Palestina, presidiu ao concílio de Cesareia onde foi aprovada a determinação de se celebrar a Páscoa sempre no Domingo, diferenciando-a assim da Pessach judaica (veja controvérsia da Páscoa). Desta forma, ele foi contra o costume dos bispos da Ásia Menor e dos judeo-cristãos que celebravam a Páscoa no 14 de Nisan (quartodecimanismo). De acordo com Eusébio de Cesareia, encabeçou a lista de assinaturas de uma carta que o episcopado da Palestina enviara ao papa Vítor I. Nela, os bispos declaravam observar os rito e usos da Igreja romana.
Realizou inúmeros milagres como num certo dia de festa, em que faltou o óleo necessário para as unções litúrgicas, Narciso mandou vir água de um poço vizinho, e com sua bênção a transformou em óleo.

### Ausência
Não obstante sua santidade, foi acusado de imoralidade em 201 d.C. por alguns elementos do seu grupo. O desgosto de ser assim difamado despertou em Narciso o seu antigo desejo pelo recolhimento e, por isso, sem dizer para onde ia, perdoou os caluniadores e saiu de Jerusalém. Foi para o deserto de Nítria, onde viveu recluso durante 8 ou 10 anos. Estas acusações podem ter sido uma vingança dos quartodecimanistas, que não o perdoaram por ter apoiado os romanos no concílio em Cesareia.
Durante a sua ausência, três bispos (Dio, Germânio e Górdio) comandaram a sé de Jerusalém. Quando de seu retorno para a Cidade Sagrada, a população o exortou a continuar seus deveres episcopais, o que Narciso aceitou, mas como já passava dos cem anos de idade, recrutou Alexandre de Jerusalém para ser seu bispo-coadjutor. 

### Morte
São Narciso morreu quando orava de joelhos aos 117 anos de idade. Santo Alexandre, seu coadjutor, escreveu uma carta ano 212 afirmando que Narciso completara então 116 anos.